# Max Neal
Max Neal, Pseudonym Maximilian Dalhoff, (* 26. März 1865 in München; † 1. Januar 1941 ebenda) war ein deutscher Volksdichter bayrischer Bauernschwänke.
Der Sohn eines amerikanischen Kunstmalers besuchte die heimische Kriegsschule und studierte an der Universität München. Danach lebte er in seiner Heimatstadt als freier Schriftsteller. Ab 1892 war er Redakteur des Würzburger Journals, später Chefredakteur der Münchner Zeitung. Bis 1911 veröffentlichte er unter dem Pseudonym Maximilian Dalhoff.

## Werke (Auswahl)
- 1913: Der müde Theodor (zusammen mit Max Ferner)
- 1913: Der heilige Florian (zusammen mit Philipp Weichand)
- 1920: Die drei Dorfheiligen (zusammen mit Max Ferner)
- 1920: Der siebte Bua (zusammen mit Max Ferner)
- 1925: Das sündige Dorf (auch Der Mann im Fegfeuer)
- 1926: Die türkischen Gurken (zusammen mit Max Ferner)
- 1927: Der Hochtourist (zusammen mit Curt Kraatz)
- 1927: Das blonde Wunder (Schwankoperette, zusammen mit Max Ferner)
- 1930: Der Hunderter im Westentaschl (zusammen mit Max Ferner)
- 1935: Der Staatsverbrecher (Lustspiel)
- 1936: Die Rumplhanni (Volksstück nach dem Roman von Lena Christ)
- 1936: Die verhängnisvolle Reise (Roman)

## Verfilmungen
- 1931: Der Hochtourist[1]
- 1936: Donner, Blitz und Sonnenschein
- 1940: Das sündige Dorf
- 1942: Der Hochtourist
- 1949: Die drei Dorfheiligen
- 1954: Das sündige Dorf
- 1957: Der müde Theodor
- 1961: Der Hochtourist
- 1966: Das sündige Dorf
- 1973: Die drei Dorfheiligen
- 1974: Das sündige Dorf
- 1991: Die drei Dorfheiligen
- 1998: Die drei Dorfheiligen